# Zisterzienserinnenkloster Bürvenich

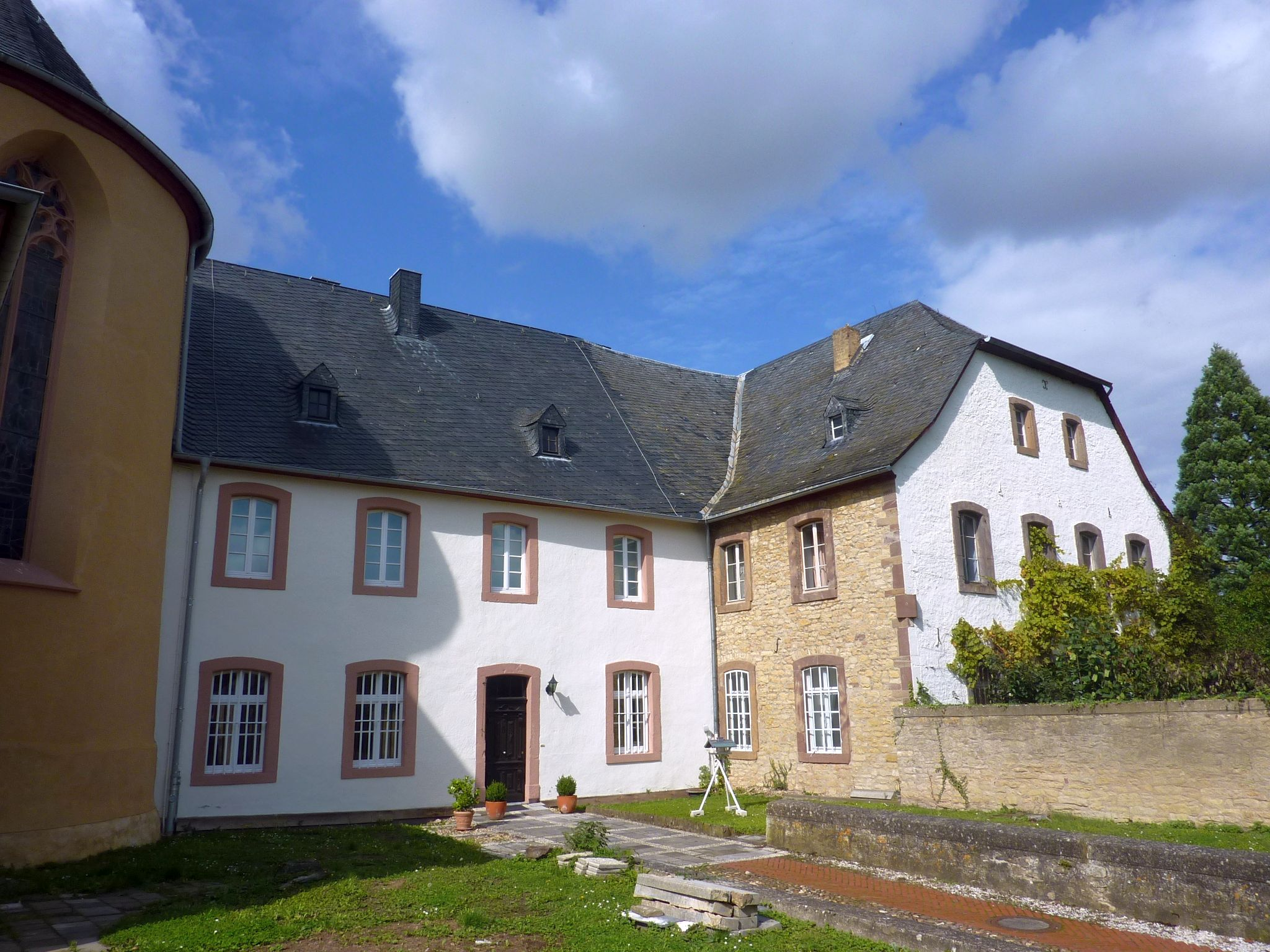
Gebäude des Zisterzienserinnenklosters Bürvenich

Das Zisterzienserinnenkloster Bürvenich war von 1230 bis 1803 ein Kloster der Zisterzienserinnen in Bürvenich, Stadt Zülpich, in Nordrhein-Westfalen.

## Geschichte
Durch Zuwendungen an eine bestehende Schwesternsammlung (Beginengemeinschaft) stifteten die Grafen von Jülich, namentlich 1234 Wilhelm IV., in Bürvenich bei der Kirche Stephani Auffindung (gemeint ist die Auffindung der Reliquien des hl. Stephanus) ein Hauskloster, das vom benachbarten Kloster Hoven besiedelt wurde. Es bestand bis 1803. Die 52 Meter lange Kirche (bis 1837 zwei separate Saalkirchen für Kloster und Gemeinde), sowie zwei Klostergebäude zeugen in der Stephanusstraße 55 von dem einstigen Kloster.

### Handbuchliteratur
- Gereon Christoph Maria Becking: Zisterzienserklöster in Europa, Kartensammlung. Lukas Verlag, Berlin 2000, ISBN 3-931836-44-4, S. 54 A.
- Bernard Peugniez: Guide Routier de l’Europe Cistercienne. Editions du Signe, Straßburg 2012, S. 556.
- Peter Pfister: Klosterführer aller Zisterzienserklöster im deutschsprachigen Raum. 2. Auflage, Kunstverlag Josef Fink, Lindenberg 1998, S. 306.